# Blumenbachia
Blumenbachia ist eine Pflanzengattung aus der Familie der Blumennesselgewächse (Loasaceae). Sie enthält zwölf Arten, die in Südamerika beheimatet sind. Der Gattungsname ehrt den deutschen Biologen Johann Friedrich Blumenbach.

## Beschreibung
Es handelt sich um aufrechtwachsende oder kletternde einjährige oder ausdauernde krautige Pflanzen. Die Wurzeln sind faserig, nur selten entwickelt sich aus der Primärwurzel eine Knolle oder eine verdickte Pfahlwurzel. Die Blätter sind gegenständig, die Blattspreiten sind breit eiförmig, annähernd handförmig gelappt, gelegentlich doppelt gefiedert.
Die Blütenstände sind endständig und thyrsenähnlich mit dichasischer oder monochasischer Verzweigung oder einzeln stehend.
Vor den aufrecht stehenden, zahlreichen Einzelblüten stehen jeweils zwei frondose oder brakteose Vorblätter.
Die Kronblätter sind weiß. Die äußeren Staminodien sind verwachsen und bilden ein längliches, gelbliches Schuppenblatt (nectar scale), an dessen äußerer Seite drei lange fadenförmige weiße, rote und gelbe Fortsätze stehen. 
Der Fruchtknoten ist unterständig, die Plazenta ist einfach. 
Die Frucht ist eine unterständige, zylindrische bis runde Kapsel und stets, also monostroph bei Aufsicht von oben gegen den Uhrzeigersinn gedreht: um rund 1/3 Tour im bohnischen Schraubungssinn tordiert. Die Samen sind eckig. Die Chromosomenzahl beträgt 2n = 24 bzw. 26.

## Verbreitung
Die Arten finden sich in Brasilien, Uruguay, Paraguay, Chile und Argentinien.

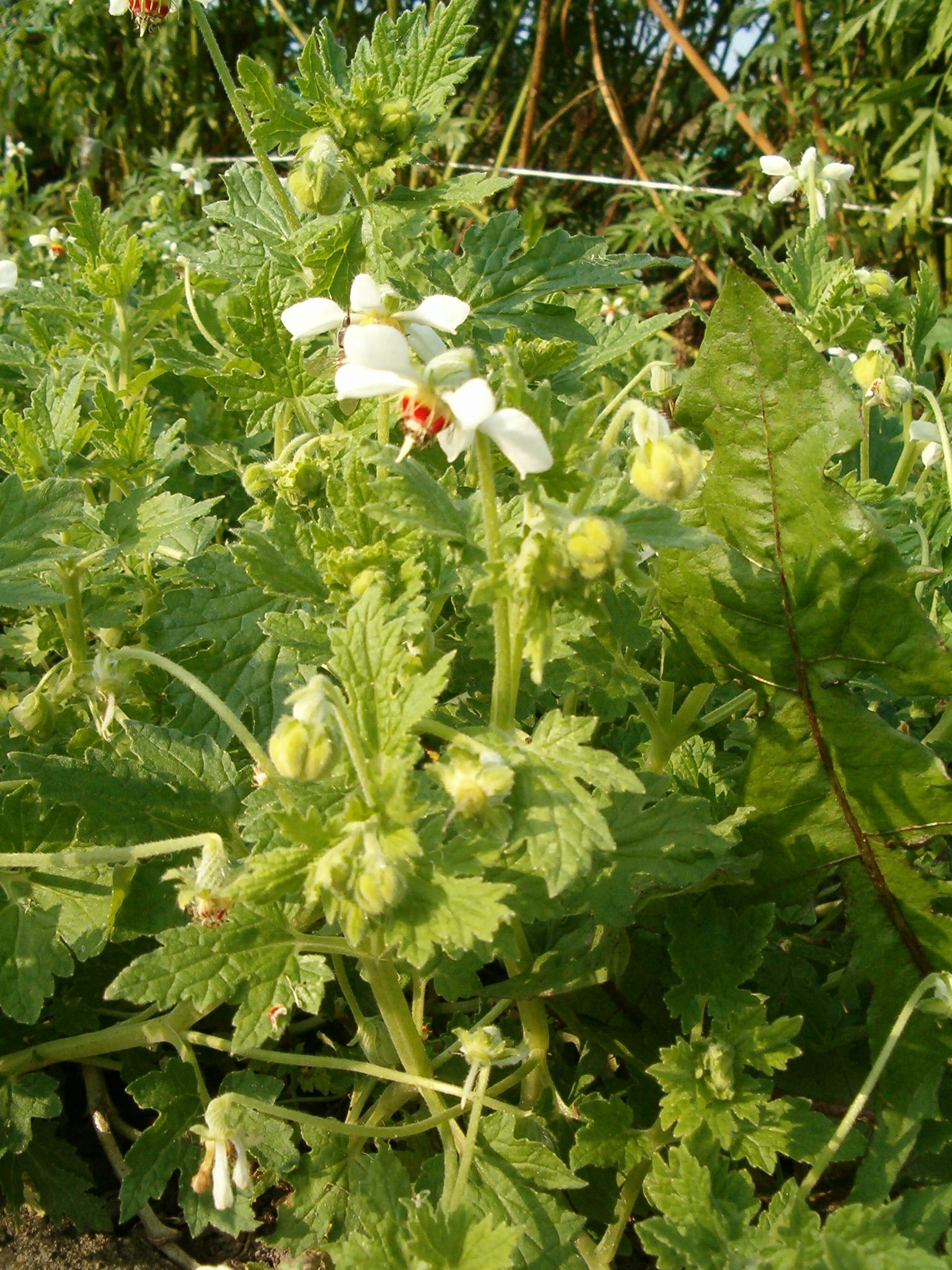
Hieronymus-Blumenbachie (Blumenbachia hieronymi)

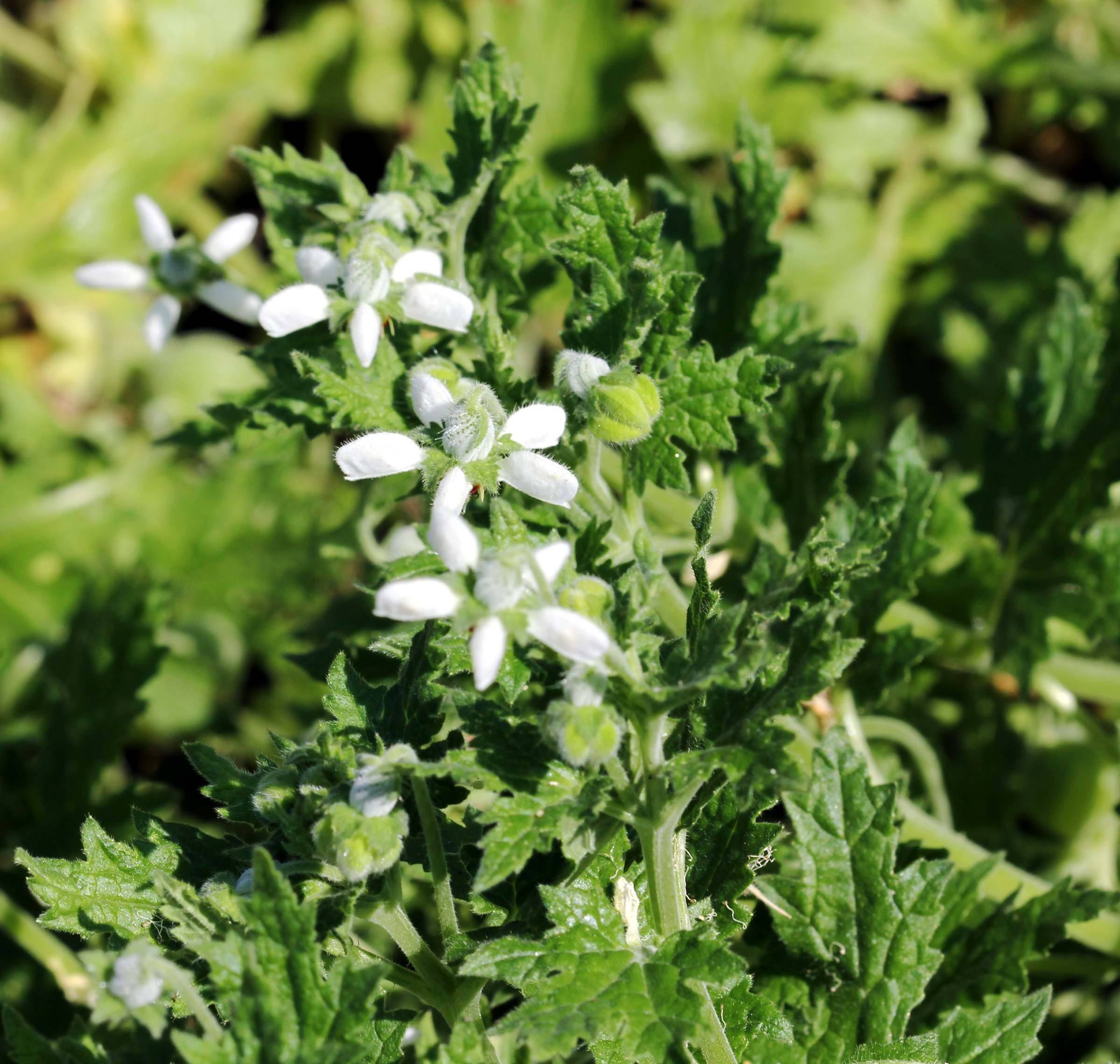
Schöngezeichnete Blumenbachie (Blumenbachia insignis)

## Systematik
Erstbeschrieben wurde Blumenbachia 1825 durch Heinrich Adolph Schrader. Die Gattung wird in die Unterfamilie Loasoideae, Tribus Loaseae eingeordnet und in drei Sektionen untergliedert (Angulatae, Blumenbachia und Gripidea). Zur Gattung zählen 12 Arten:
- Blumenbachia amana T.Henning & Weigend: Sie kommt im brasilianischen Bundesstaat Minas Gerais vor.[2]
- Blumenbachia catharinensis Urb. & Gilg: Sie kommt im südlichen Brasilien vor.[2]
- Blumenbachia dissecta (Hook. & Arn.) Weigend & Grau: Sie kommt vom zentralen Chile bis Argentinien vor.[2]
- Blumenbachia eichleri Urb.: Sie kommt im südlichen und südöstlichen Brasilien vor.[2]
- Blumenbachia espigneera Gay: Sie kommt in Chile vor.[2]
- Blumenbachia exalata Weigend: Sie wurde 2006 aus dem südlichen Brasilien beschrieben.[2]
- Hieronymus-Blumenbachie (Blumenbachia hieronymi Urb.)
- Schöngezeichnete Blumenbachie (Blumenbachia insignis Schrad.)
- Blumenbachia latifolia Cambess.: Sie kommt vom südlichen und südöstlichen Brasilien bis ins nördliche Argentinien vor.[2]
- Blumenbachia prietea Gay: Sie kommt vom zentralen Chile bis Argentinien vor.[2]
- Blumenbachia scabra (Miers) Urb.: Sie kommt im südlichen und südöstlichen Brasilien vor.[2]
- Blumenbachia silvestris Poepp.: Sie kommt vom zentralen Chile bis ins südliche Argentinien vor.[2]

## Nachweise
- Maximilian Weigend: Loasaceae. In: Klaus Kubitzki (Hrsg.): The Families and Genera of Vascular Plants. Volume 6: Flowering Plants, Dicotyledons: Celastrales, Oxalidales, Rosales, Cornales, Ericales. Springer, Berlin / Heidelberg / New York 2004, ISBN 3-540-06512-1, S. 248 (englisch, eingeschränkte Vorschau in der Google-Buchsuche).
- Maximilian Weigend: Familial and generic classification, Online, Zugriff am 1. August 2008